# Dodô (ur. 1992)
Dodô, właśc. José Rodolfo Pires Ribeiro (ur. 6 lutego 1992 w Campinas) – brazylijski piłkarz portugalskiego pochodzenia występujący na pozycji obrońcy we włoskim klubie UC Sampdoria, do którego jest wypożyczony z Interu Mediolan. Wychowanek Corinthians Paulista, w swojej karierze grał także w takich zespołach jak EC Bahia, AS Roma oraz UC Sampdoria. Były młodzieżowy reprezentant Brazylii.

## Statystyki
(aktualne na dzień 19 sierpnia 2016)
| Klub                  | Sezon              | Liga               | Liga  | Liga   | Puchary krajowe | Puchary krajowe | Puchary kontynentalne | Puchary kontynentalne | Inne  | Inne   | Suma  | Suma   |
| Klub                  | Sezon              | Liga               | Mecze | Bramki | Mecze           | Bramki          | Mecze                 | Bramki                | Mecze | Bramki | Mecze | Bramki |
| --------------------- | ------------------ | ------------------ | ----- | ------ | --------------- | --------------- | --------------------- | --------------------- | ----- | ------ | ----- | ------ |
| Corinthians Paulista  | 2009               | Série A            | 4     | 0      | 0               | 0               | –                     | –                     | –     | –      | 4     | 0      |
| Corinthians Paulista  | 2010               | Série A            | 0     | 0      | 0               | 0               | –                     | –                     | 2     | 0      | 2     | 0      |
| EC Bahia (wyp.)       | 2011               | Série A            | 14    | 1      | 6               | 0               | –                     | –                     | 11    | 1      | 31    | 2      |
| Corinthians Paulista  | 2012               | Série A            | 0     | 0      | 0               | 0               | 0                     | 0                     | –     | –      | 0     | 0      |
| AS Roma               | 2012/13            | Serie A            | 11    | 0      | 4               | 0               | –                     | –                     | –     | –      | 15    | 0      |
| AS Roma               | 2013/14            | Serie A            | 19    | 0      | 1               | 0               | –                     | –                     | –     | –      | 20    | 0      |
| Inter Mediolan (wyp.) | 2014/15            | Serie A            | 20    | 0      | 2               | 0               | 6                     | 2                     | –     | –      | 28    | 2      |
| Inter Mediolan (wyp.) | 2015/16            | Serie A            | 0     | 0      | 1               | 0               | –                     | –                     | –     | –      | 1     | 0      |
| UC Sampdoria (wyp.)   | 2015/16            | Serie A            | 17    | 0      | 0               | 0               | –                     | –                     | –     | –      | 17    | 0      |
| Inter Mediolan        | 2016/17            | Serie A            | 0     | 0      | 0               | 0               | –                     | –                     | –     | –      | 0     | 0      |
| UC Sampdoria (wyp.)   | 2016/17            | Serie A            | 0     | 0      | 0               | 0               | –                     | –                     | –     | –      | 0     | 0      |
| Ogólnie w karierze    | Ogólnie w karierze | Ogólnie w karierze | 85    | 1      | 14              | 0               | 6                     | 2                     | 13    | 1      | 118   | 4      |